# Auge der Vorsehung

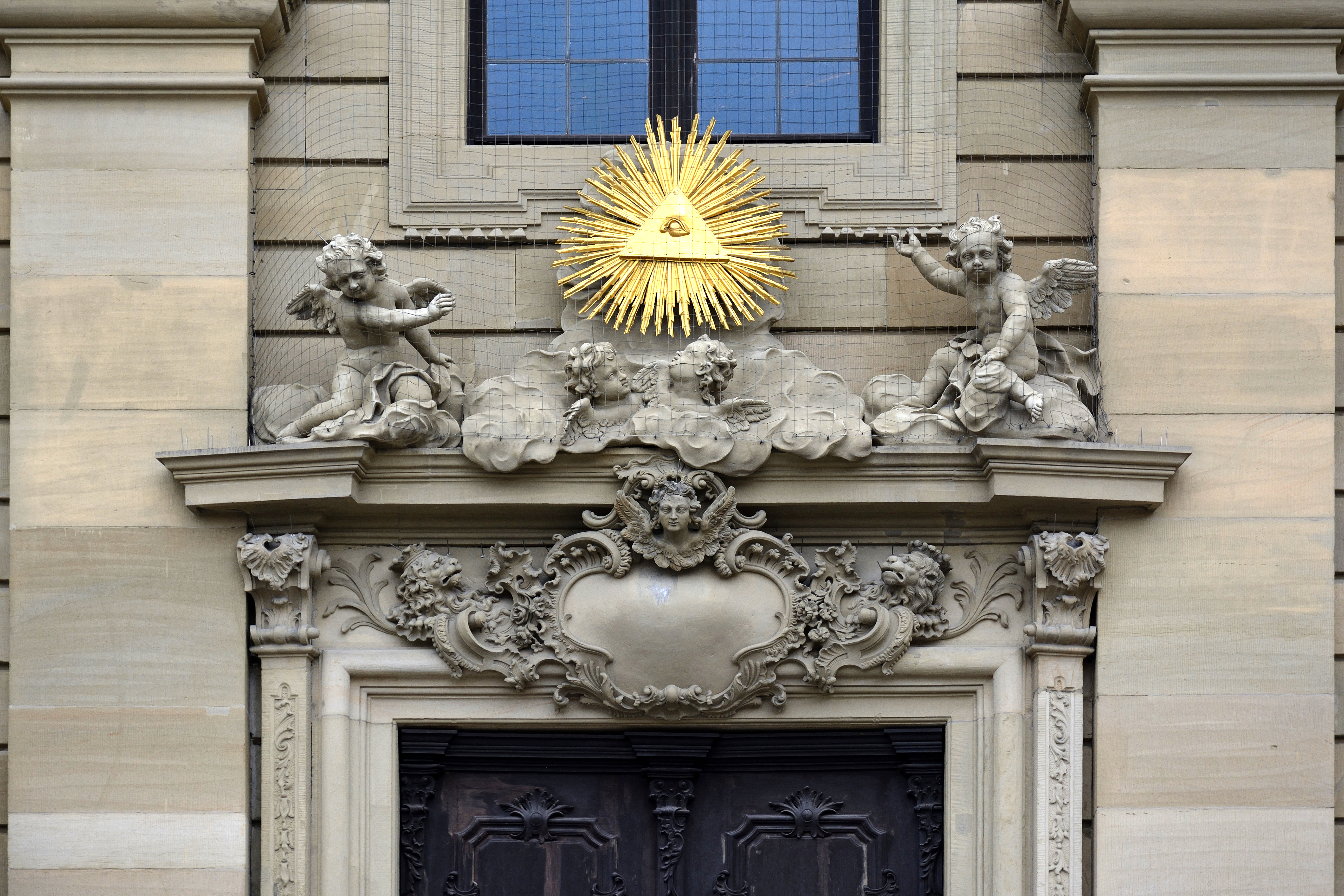
Das Auge der Vorsehung an der Residenz in Würzburg

Das Auge der Vorsehung (auch allsehendes Auge, Auge Gottes oder Gottesauge) ist ein Symbol, das gewöhnlich als das Auge Gottes interpretiert wird, das alles sieht. Dargestellt wird es als ein von einem Strahlenkranz umgebenes Auge und ist meist von einem Dreieck umschlossen, das auf die Trinität verweist. Dieses Dreieck schließt auch die Aspekte mit ein, die der Zahl Drei nachgesagt werden, die von alters her als Annäherung an die Kreiszahl bekannt war und daher als heilige, „göttliche“ Zahl galt.

## Ursprung

### Das Sonnenauge

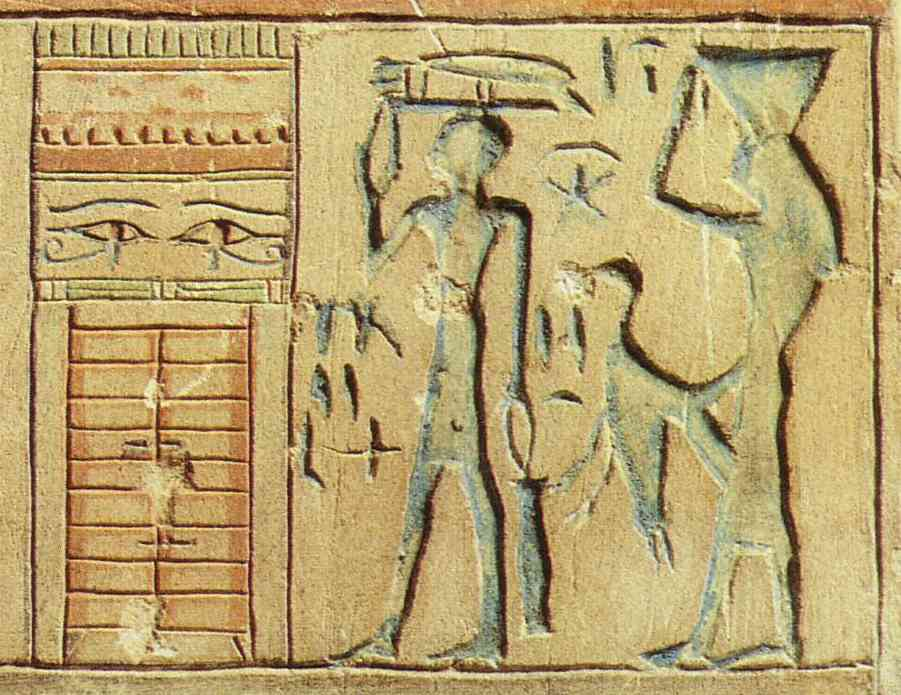
Das linke und rechte Auge des Re auf einer altägyptischen Grabstele

In der frühen ägyptischen Mythologie wurde das Sonnenauge des Re beispielsweise in oder über einer Abbildung einer nach Osten orientierten Scheintür angebracht. Diese Symbolik wird im Nutbuch oft verwendet. Der Sonnengott Re nimmt kurz vor Sonnenaufgang die Gestalt eines Falken an und schlüpft damit in die Rolle von „Horus im Horizont“. Dass Re tatsächlich als Horus verstanden wird, zeigt die spätere Nennung von Osiris als „seinen Vater“. Das Auftreten als „Horus im Horizont“ ist mit dem Vorgang der Wiedergeburt verbunden. Nach den Vorstellungen aufgrund der altägyptischen Religion durchschritt der Verstorbene die Scheintür, um ähnlich wie Re täglich wiedergeboren zu werden.
In der indischen Mythologie taucht das Sonnenauge in Form der Gottheit Surya auf, im Zoroastrismus als Auge des Mithra.

### Das Mondauge
Im Alten Reich rückte der Mondgott Thot an die zweite Stelle hinter Re und ist mit den Bezeichnungen „Wesir des Re“, „Schreiber des Re“ und „Kind von Re“ belegt. Thot erhielt als Mond selbst die Nebenbezeichnung „silberne Sonne“ und war zugleich Herr des Mondauges.
Hintergrund für die Rolle als Beschützer und Retter des Mondauges bildet der Osiris-Mythos: Er fand das verschwundene verletzte Auge wieder und heilte es. Besonders deutlich werden seine Parallelen im Vergleich als kosmisches Wesen: „Thot als Licht- und Mondgott entsteht aus dem dunklen Chaos des Seth“. Symbolisch steht das Mondauge damit für Regeneration, Erneuerung und Heilung.

## Judentum und Christentum

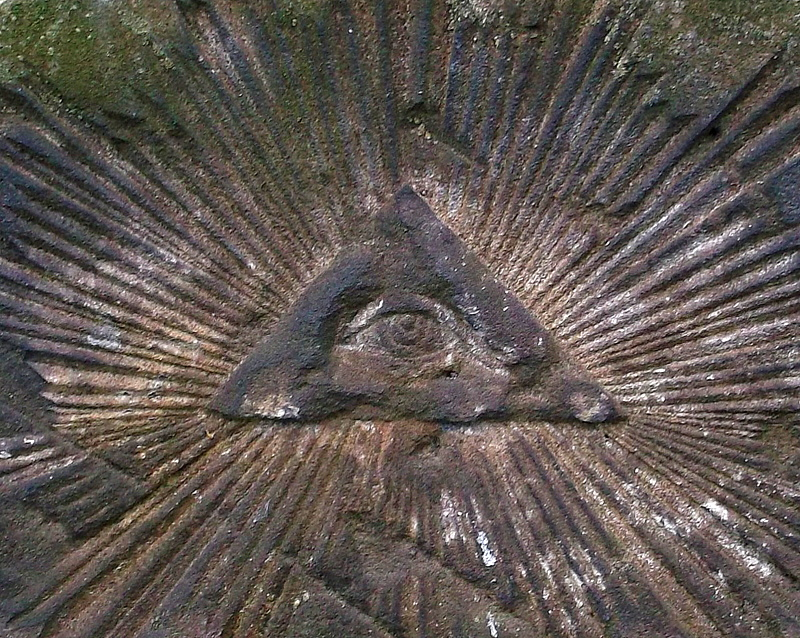
Auge Gottes, Fragment eines Grabsteins auf dem jüdischen Friedhof von Kamienna Góra

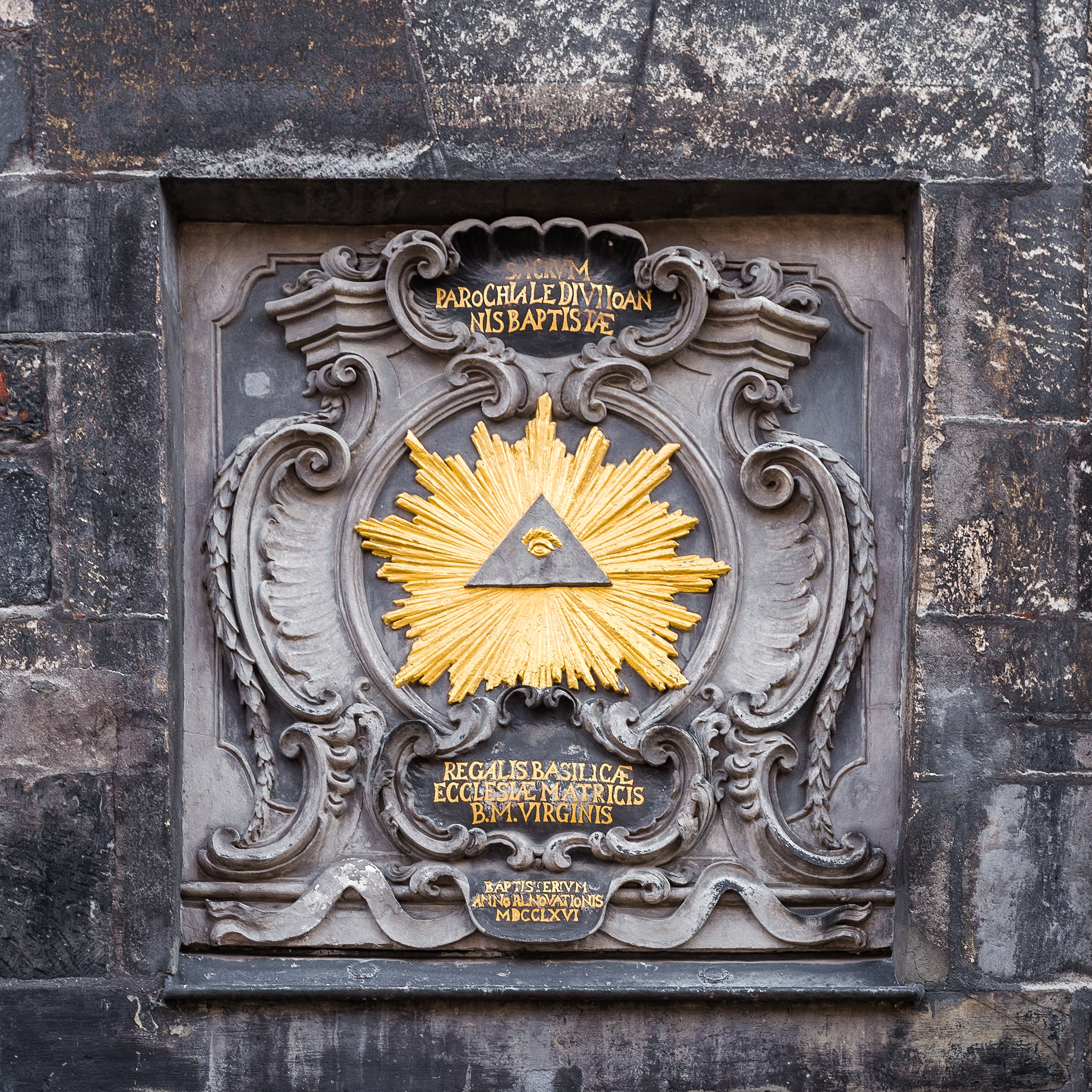
Darstellung des Auges Gottes am Domhof zu Aachen

Auch in der Bibel erscheint das Auge als Symbol der Allgegenwart Gottes. So heißt es im Alten Testament in Spr. 15,3 : „An jedem Ort sind die Augen des Herrn, sie wachen über Gute und Böse.“
Das Gemälde Abendmahl in Emmaus des Jacopo da Pontormo zeigt bereits 1525 das von einem Dreieck umschlossene Gottesauge als Symbol der Trinität.
Stilbildend für das Symbol des Auges Gottes waren mutmaßlich verschiedene Illustrationen der ersten Gesamtausgaben des Werkes des Mystikers Jakob Böhme in Holland, Deutschland und England in der zweiten Hälfte des 17. Jahrhunderts. Eine Darstellung des Auges Gottes in einem Dreieck, einem Symbol der Dreifaltigkeit, findet sich ebenfalls auf einer Medaille des englischen Königs Karl II. aus dem Jahre 1660. Auch hier vermuten Autoren wie Christoph Geissmar, dass die Entstehung dieser Medaille mit der Übertragung der Schriften Jakob Böhmes ins Englische zusammenhängen könnte.

„1677 begegnet das Auge Gottes im Dreieck mit Wolkenring sodann in der Bekrönung des Heilig-Kreuz-Altars der nördlichen Kreuzkapelle des Klosters Springborn (Bildhauer Joh. Schmitt) in Rößel (Polen); 1683 auf der deutschen (österreichischen) Medaille auf die erste Belagerung Wiens; 1690 wiederum auf einer englischen Medaille König Wilhelms III. (1689–1702). In der Folge ist das Auge Gottes mit und ohne Dreieck sozusagen allgegenwärtig“

Der kapellenähnliche Bildstock Auge Gottes auf dem zum Niederwesterwald gehörenden Rheinwesterwälder Vulkanrücken, auf dem Gebiet der Ortsgemeinde Rheinbreitbach im rheinland-pfälzischen Landkreis Neuwied ist nach dem Symbol benannt.

## Freimaurerei

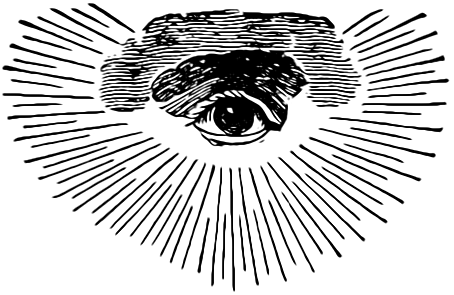
Frühe Version des allsehenden Auges der Freimaurer mit Wolken und halbem Strahlenkranz

Das Auge der Vorsehung erscheint auch als Teil der Freimaurersymbolik und wurde aus kirchlichen Gebräuchen übernommen. In vielen Freimaurerlogen leuchtet es im „Osten“ über dem Stuhl des Meisters und spielt vielfach im Meistergrad, besonders in den Systemen, die den esoterischen Aspekt betonen, eine Rolle. Häufig hat das freimaurerische Auge der Vorsehung einen halben Strahlenkranz unterhalb des Auges – oftmals sind die untersten Strahlen dabei nach unten verlängert.
Das offene Auge symbolisiert die sich stets enthüllende Wahrheit, fordert zu Weisheit auf und appelliert an das Gewissen. Über die Kausalität als Ursache-Wirkung-Prinzip repräsentiert es das Gute, welches das Böse stellt, um es zu besiegen. Insbesondere christliche Freimaurerlogen verwenden ein Bibelzitat (Joh 1,1 ), um auf den mehrdeutigen Begriff des Logos hinzuweisen, der mit dem allmächtigen Baumeister aller Welten gleichgesetzt wird und in erster Linie das Vernunftprinzip des Weltalls repräsentiert. Ebenso wird das Auge daher auch durch ein „G“ ersetzt, dessen Deutung ebenso vielfältig ist.
Das Auge ist häufig von einem Dreieck umschlossen. Es ist das Zeichen des Feuers und der aufklärenden Wissenschaft und dient der Messung der größten Distanzen, aber auch der Dreifaltigkeit im Christentum. Dabei wird das Dreieck hier als Bezug zur freimaurerischen Zahl Drei in der Numerologie verstanden. Die erste offizielle freimaurerische Erwähnung des Symbols Auge der Vorsehung erfolgte 1772 in der Schrift Illustrations of Masonry von William Preston (1742–1818).

## Illuminaten
Heutige Verschwörungstheoretiker bringen das Symbol mit Geheimgesellschaften in Verbindung, besonders mit der 1776 von dem Ingolstädter Professor Adam Weishaupt gegründeten bayerischen Geheimgesellschaft der Illuminaten.
Ein Zusammenhang zwischen dem Siegel der Vereinigten Staaten und den Illuminaten lässt sich nicht nachweisen. Bis zu ihrem Verbot 1784/1785 durch den bayerischen Kurfürsten Karl Theodor hatten die Illuminaten höchstens 2500 Mitglieder und gewannen diese meistens aus deutschen Freimaurerlogen. Viele wurden verhaftet, unter der Angabe, sie seien „notorische Freidenker“. Unter dem Freimaurer Johann Joachim Christoph Bode fand 1785 die Ordenstätigkeit in der Weimarer Minervalkirche ihr Ende.

## Vereinigte Staaten
1782 wurde das Auge der Vorsehung Teil der Symbolik auf der Rückseite des Siegels der Vereinigten Staaten und wurde von dem 1776  mit dem Entwurf betrauten Komitee vorgestellt. Die Idee der Verwendung des allsehenden Auges im Strahlenkranz geht auf einen Vorschlag des künstlerischen Beraters Pierre Eugène du Simitière zurück. Die Pyramide (ohne das allsehende Auge) stammt von Francis Hopkinson, der diese 1778 ursprünglich für einen 50-Dollar-Schein entwarf, der zu jener Zeit im Umlauf war. William Barton fügte schließlich 1782 diese beiden Symbole zum Auge der Vorsehung über der Pyramide zusammen. Das Wappen wird auf Dokumenten der Vereinigten Staaten verwendet. Ebenfalls befindet sich das Auge der Vorsehung auf der Rückseite der Ein-Dollar-Note.

## Galerie

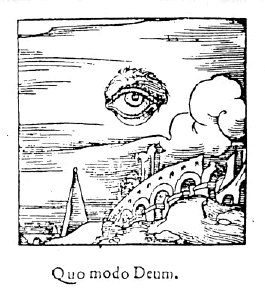
Holzschnitt der Alchemie mit dem allsehenden Auge
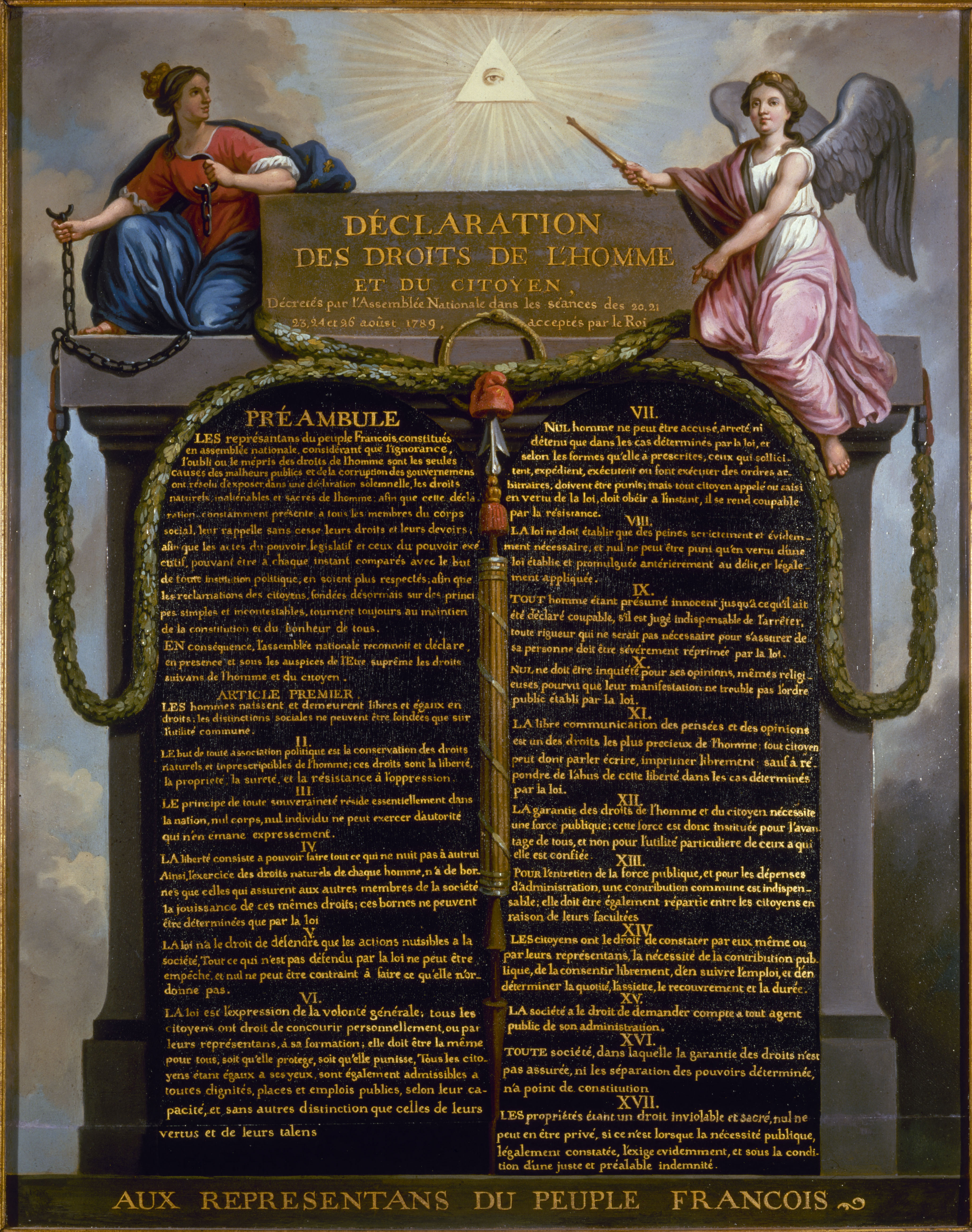
Auge der Vorsehung über der französischen Erklärung der Menschen- und Bürgerrechte 1789
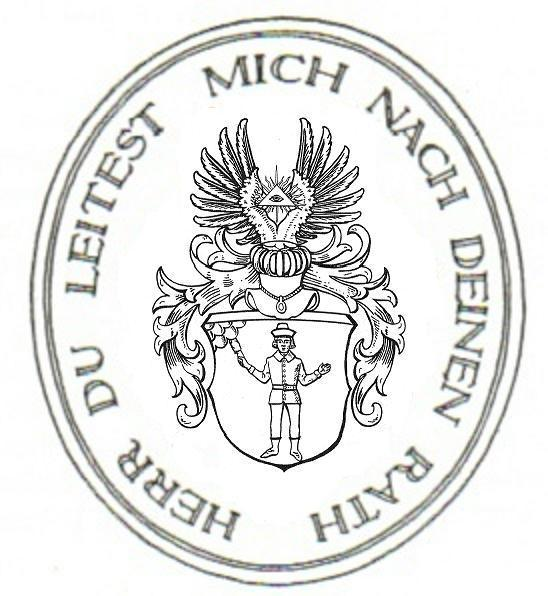
Auge der Vorsehung im redenden Wappen der Jauch
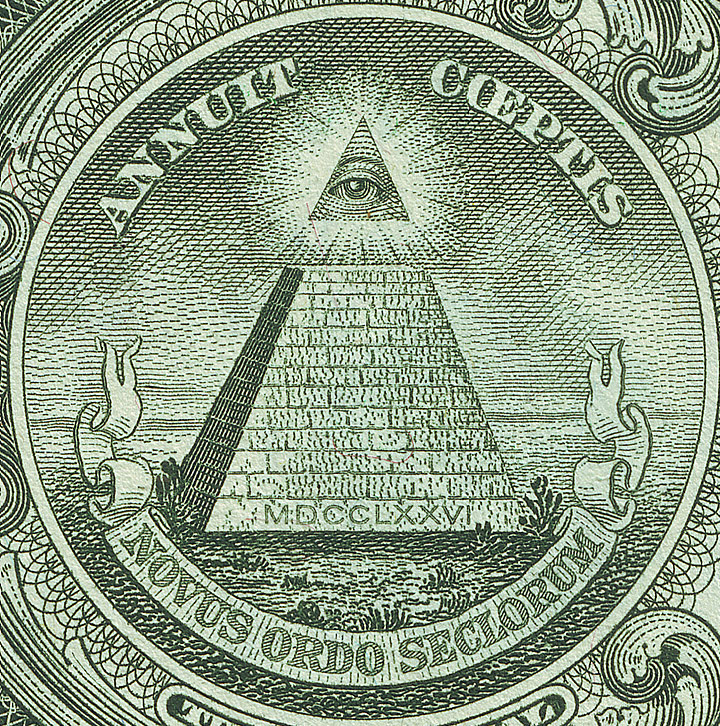
Ein-Dollar-Note der Vereinigten Staaten
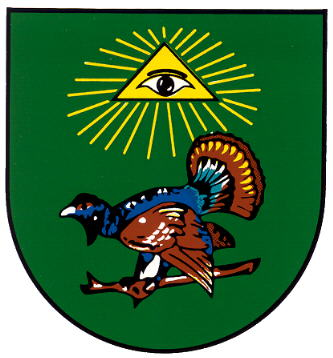
Wappen von Auerbach (Erzgebirge)
Wappen von Bad Krozingen
Wappen von Listringen
Wappen von Litzelsdorf (Österreich)
Wappen von Nagytevel (Ungarn)
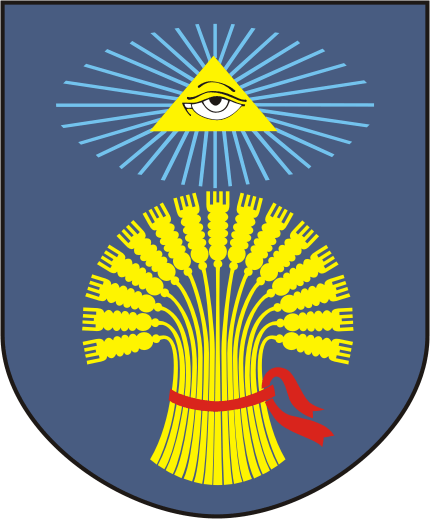
Wappen von Plungė (Litauen)